# پاپ پائولوس سوم
پاپ پل سوم (به انگلیسی: Paul III) (تولد ۲۹ فوریه ۱۴۶۸ – درگذشته ۱۰ نوامبر ۱۵۴۹) یکی از پاپ‌های کلیسای کاتولیک رم بود که در ایتالیا به دنیا آمد و از ۱۵۳۴ تا ۱۵۴۹ میلادی پاپ بود.